# Devinder Singh
Devinder Singh Garcha (* 7. Dezember 1952 in Behla, Amritsar, Punjab) ist ein ehemaliger indischer Hockeyspieler. Er  spielte bei den Olympischen Spielen 1980 in Moskau in der siegreichen indischen Mannschaft.

## Sportliche Karriere
Der 1,75 m große Verteidiger debütierte 1979 in der indischen Nationalmannschaft. Bei den Olympischen Spielen 1980 in Moskau gewannen die Inder in der Vorrunde drei Spiele und spielten zweimal unentschieden. Damit erreichten sie das Finale gegen die Spanier, die indische Mannschaft siegte mit 4:3. Devinder Singh war mit 8 Toren, alle erzielt nach Strafecken, in sechs Spielen zweiterfolgreichster Torschütze seiner Mannschaft hinter Surinder Singh. Das olympische Finale war sein letztes Länderspiel.
Devinder Singh war Angehöriger der Polizeikräfte des Punjab.